# مرشح زيت

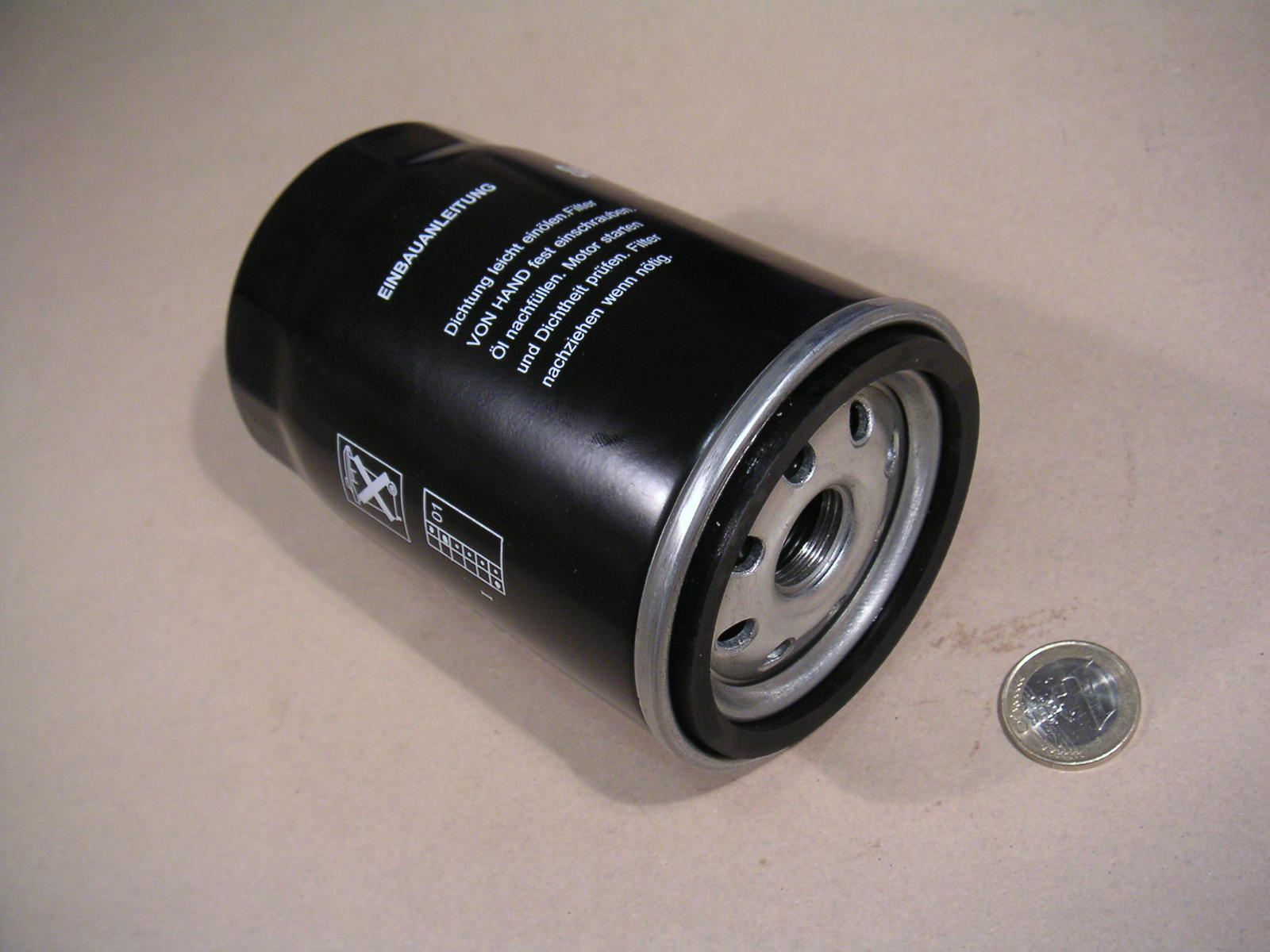
فلتر الزيت

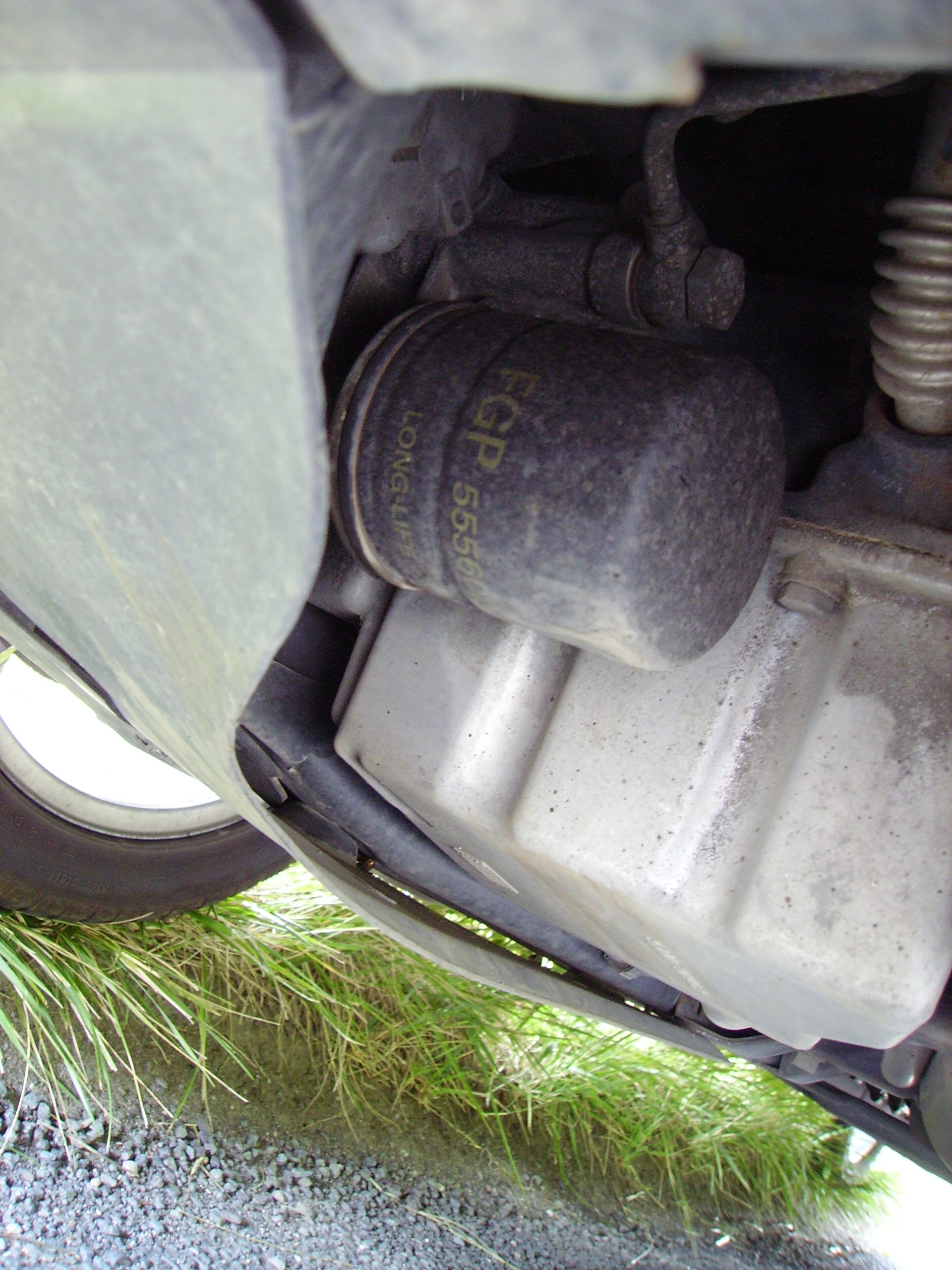
فلتر الزيت على ساب 9-5

مُرَشِّح الزيت أو مصفاته أو فلتره هي قطعة مصممة لإزالة الملوثات من زيت المحرك، تستخدم مشرحات الزيت في العديد من  الآلات الهيدروليكية.